# Jabodetabek
Jabodetabek – oficjalna nazwa obszaru metropolitarnego Dżakarty w Indonezji, obowiązująca od 2000. Powierzchnia obszaru Jabodetabek zajmuje 7297 km² i jest zamieszkiwany przez 26 mln 746 tys. osób (2013).
Obszar metropolitarny obejmuje Dżakartę oraz części prowincji Jawa Zachodnia i Banten, w szczególności cztery miasta w pobliżu stolicy, Bekasi i Bogor i Depok w Jawie Zachodniej, oraz Tangerang w Banten. Sama nazwa Jabodetabek jest akronimem składającym się z pierwszych sylab indonezyjskich nazw poszczególnych miast wchodzących w skład aglomeracji: Jakarta, Bogor, Depok, Tangerang i Bekasi.